# 21502 Крус
21502 Крус (21502 Cruz) — астероїд головного поясу, відкритий 24 травня 1998 року.
Тіссеранів параметр щодо Юпітера — 3,401.